# Maurycy Kochański
Maurycy Kochański (ur. 17 kwietnia 1976 roku w Otwocku) – kierowca Formuły 3, czterokrotnie zdobył tytuł Mistrza Polski (1999, 2005, 2006, 2008). Obecnie jeździ bolidem Dallara F3 Honda Mugen oraz bolidem Epsilon Caparo Formula Renault 2.0.

## Kariera
Zainteresowanie sportami motorowymi zawdzięcza swojemu ojcu Hieronimowi Kochańskiemu, który podobnie jak on był kierowcą wyścigowym. Przygodę ze sportem zaczynał jednak od tenisa. Debiut w Wyścigowych Samochodowych Mistrzostwach Polski młody kierowca zaliczył w 1995 roku, startując Fiatem 126p. Później startował w Pucharze Cinquecento, ale w 1997 roku zdecydował się przesiąść do przygotowanego przez ojca bolidu, którym z sukcesami ścigał się w formule E-1600. Dwa lata później przeszedł do klasy formuł z silnikami o pojemności 2 litrów i mocy ponad 200 koni. Po roku startów w 1999 roku cieszył się już z pierwszego w swojej karierze tytułu Mistrza Polski. W 2001 roku z powodu braku wsparcia sponsorów, zrezygnował ze ścigania i wyjechał na studia do USA, w maju 2004 ukończył studia magisterskie na kierunku Business Administration na uczelni Emmanuel College w USA. Po powrocie do kraju w 2005 rozpoczął także studia MBA na Polish Open University. W tym samym roku nawiązał współpracę z niemiecką InterSerie, co zaowocowało startami w sześciu wyścigach zaliczanych do mistrzostw tej serii. W tym samym sezonie na krajowej arenie po raz drugi udało mu się wywalczyć tytuł Mistrza Polski. W sezonie 2006 startując kolejny sezon w Mistrzostwach Polski wygrał klasę Formuły 2000 zdobywając swój 3 tytuł Mistrza Polski. W sezonie 2008 Maurycy Kochański podpisał umowę z koncernem Lotos i reklamował na swoim bolidzie (Dallara F396 Honda Mugen) markę paliw DYNAMIC. Sezon 2008 był bardzo udany dla Maurycego gdyż wygrał on wszystkie wyścigi zaliczane do Mistrzostw Polski zdobywając tym samym swój czwarty tytuł Mistrza Polski w klasie bolidów jednomiejscowych. W tym samym sezonie Maurycy Kochański wystartował także w Austria F3 Trophy wygrywając swoją klasę. W sezonie 2009 Maurycy Kochański założył zespół wyścigowy Kochanski Motorsport wystawiając 1 bolid Formuły Renault 2.0 w Mistrzostwach Włoch. Był to pierwszy Polski zespół wyścigowy w tej serii. Sezon 2010 to starty już 2 bolidów Formuły Renault 2.0 w Mistrzostwach serii NEC oraz wybranych rundach Eurocup. W sezonie 2010 Maurycy jako kierowca zaliczył 3 weekendy wyścigowe w serii NEC na torach Assen, Spa Francorchamps oraz Nurburgring. Od 2007 roku Maurycy jest ekspertem F1 w TV Polsat, a od sierpnia 2009 do końca sezonu 2012 komentował wraz z Andrzejem Borowczykiem wyścigi Formuły 1 w Polsacie. Po zakończeniu kariery zawodnika Maurycy zajął się wsparciem  kierowców jako ich menadżer doprowadzając wielu młodych polskich zawodników do takich serii jak F3, GP3, F2 oraz Lamborghini Super Trofeo Asia.